# 国鉄分割民営化
国鉄分割民営化（こくてつぶんかつみんえいか）は、第3次中曽根内閣が実施した行政改革である。日本国有鉄道（国鉄）をJRとして、6つの地域別の「旅客鉄道会社」と1つの「貨物鉄道会社」などに分割し、民営化するもので、これらの会社は1987年（昭和62年）4月1日に発足した。
このほか、同時期に日本電信電話公社や日本専売公社を含めた三公社の民営化が自由民主党によって進められた。

## 承継法人

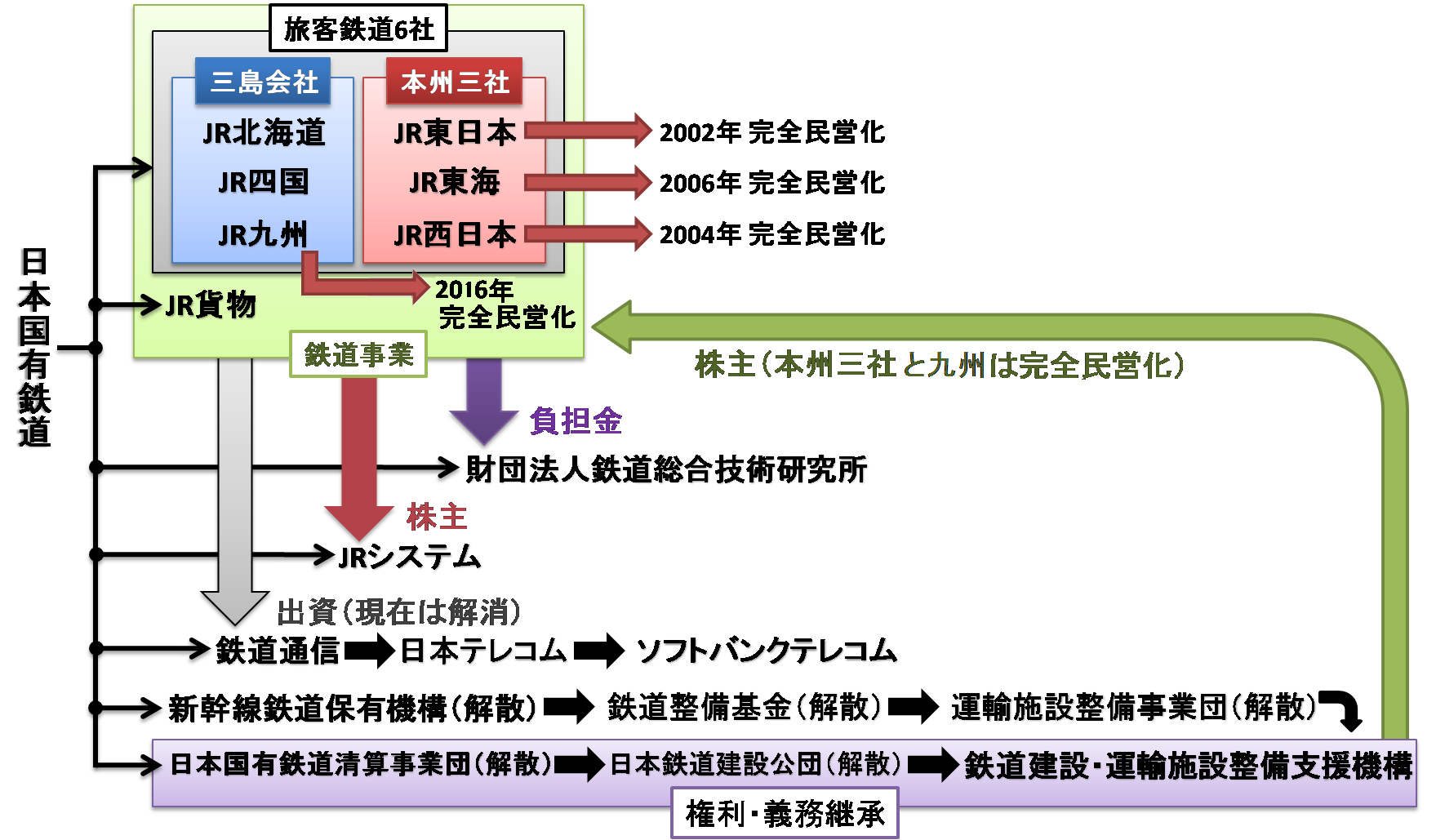
国鉄分割民営化の概念図（2017年3月21日時点の情報）

国鉄分割民営化によって、国鉄はその事業等を以下の12承継法人に承継した。
- 北海道旅客鉄道株式会社（JR北海道）
- 東日本旅客鉄道株式会社（JR東日本） - 2002年6月、完全民営化。
- 東海旅客鉄道株式会社（JR東海） - 2006年4月、完全民営化。
- 西日本旅客鉄道株式会社（JR西日本） - 2004年3月、完全民営化。
- 四国旅客鉄道株式会社（JR四国）
- 九州旅客鉄道株式会社（JR九州） - 2016年10月、完全民営化。
- 日本貨物鉄道株式会社（JR貨物）
- 財団法人鉄道総合技術研究所（JR総研） - 2011年4月、公益財団法人に移行。
- 鉄道情報システム株式会社（JRシステム）
- 鉄道通信株式会社（JR通信） - 現：ソフトバンク。
- 新幹線鉄道保有機構 - 1991年10月、解散。
- 日本国有鉄道清算事業団 - 国鉄の法人登記を承継し、現在の独立行政法人鉄道建設・運輸施設整備支援機構（JRTT）に引き継がれている。1998年10月、解散。

## 目的

### 巨額債務の解消と政治介入の排除

JRおよび私鉄の輸送キロ推移（旅客/貨物）

モータリゼーションの進展による地方での「国鉄離れ」が進んだことに加え、国が戦争引揚者の雇用対策として、国鉄で大量に採用させた職員の人件費が上昇したことより、1964年（昭和39年）日本国有鉄道として赤字に転落した。同年は東海道新幹線の開業した年でもある。昭和40年代後半には、生産性改善運動である『マル生運動』の失敗などもあり、労使関係が悪化して順法闘争やスト権ストが発生した。
1949年（昭和24年）に、国鉄は運輸省から分離され、独立採算制の公共企業体として発足した。これにより政府は国鉄収支についての経営責任を負わなくなったが一方で、運賃や予算、新線建設、人事など、経営の根幹ともいえる「重要な決定事項」については、国会の承認が必要だったために、政治の介入を強く受けた。
例えば、選挙対策やインフレーションの防止などを狙って、政府が運賃の値上げを中止させたこともある。また、民業を圧迫するという理由で、運輸業以外の他業種への参入が認められなかった。ほかにも、田中角栄首相が掲げた日本列島改造論や、政治家の選挙区に鉄道を誘致させる見返りに票を得るいわゆる「我田引鉄」と言われた利益誘導のために、地方のローカル線の建設要求は強く、当初から採算の見込めない赤字ローカル線の建設も続けられていた。新規建設が凍結されたのは1980年（昭和55年）になってからだった。
また政府は建前上、国鉄は独立採算であることから、国鉄が赤字転落しても補助金の交付を避け、国鉄自身に鉄道債券などの借金をさせた。大都市部（特に首都圏）では急激な人口集中によって鉄道通勤事情が極度に悪化しており、対策を求められた国鉄では「通勤五方面作戦」を展開するなどして輸送力の増強に努めた。だが、これに要する費用には国からの補助金はほとんどなく、国鉄の自己負担となっていた。新幹線の建設にも巨額の費用が投じられ、建設費はそのまま国鉄の債務として積み上がっていった。それに加えて、大蔵省（現：財務省）は日本国政府が責任を持つ財政投融資を制限し、政府保証の無い特別鉄道債券を発行させたので、国鉄はより高利の負担が必要になった。有利子の借金で資金調達を行う仕組みを続けた結果、国鉄の赤字を急速に拡大させた要因となった。1969年から工事費に政府の補助金交付が開始され、1976年からローカル線維持費である「地方交通線特別交付金」などが追加された。だが、既に「焼け石に水」の状態であった。
日本鉄道建設公団の発足以降は、こうしたローカル線の建設費用は国が負担するようになったが、営業開始後の赤字は国鉄の負担であった。昭和50年代からは、それまでの運賃抑制分を取り戻すように50%の運賃値上げが行われ、その後も毎年運賃値上げが行われた。だが、首都圏の路線や新幹線においても利用者の減少を招いたため、収支改善にはつながらなかった。
政府は1980年（昭和55年）に、「最後の自主再建プラン」と評された日本国有鉄道経営再建促進特別措置法（国鉄再建法）を成立させた。この中で人員の削減や地方の新規路線の建設凍結、輸送密度による路線の区分（幹線・地方交通線・特定地方交通線）と、それに基づく措置として特定地方交通線の国鉄からの分離・バス転換、地方交通線への割増運賃の導入といった施策を盛り込んだ。
その一方で、1981年（昭和56年）、鈴木善幸内閣は諮問機関として第二次臨時行政調査会（第二次臨調、土光敏夫会長）を設け、国鉄改革など財政再建に向けた審議を行わせた。7月10日に出された｢行政改革に関する第1次答申｣では、政府の「増税なき財政再建」を志向し、国鉄への補助金も削減されるようになった。さらに1982年（昭和57年）2月5日、自民党は「国鉄再建小委員会」（三塚博会長）を発足させた。
第二臨調では、第四部会（加藤寛部会長）で国鉄改革の実質的な審議が行われた。審議するだけでなく、加藤部会長は「国鉄解体すべし」（『現代』1982年4月号）、屋山太郎参与は「国鉄労使国賊論」（『文藝春秋』1982年4月号）を発表するなど、分割民営化を前提にマスメディアを利用して活発に情報発信を行った。
1982年（昭和57年）7月30日、第二次臨調は基本答申で「国鉄は5年以内に分割民営化すべき」と正式表明し、国鉄そのものの消滅へと大きく舵を切った。鈴木内閣は9月24日、答申に従って分割民営化を進めることを閣議決定した。
しかし1981年11月から一年運輸大臣を務めた小坂徳三郎は、「国鉄の資産は時価で50兆円ある。昭和62年時点の債務は約37兆3000億円で評価の差額で累積債務は消していける。土地を全部売ればまだ残るから国鉄は破産していない」、「電電公社や専売公社が民営化したからといって同じように国鉄も分割民営化という論理には賛成しかねる」の論陣を張り、臨調が答申した国鉄改革案にブレーキをかけた。これは国鉄改革論者から「線路を引きはがして全部売るという鉄道をやめた時の論理であり、ストックとフローを完全に錯覚した見当違いの論理」と猛反発を受けた。
自民党内での分割民営化に反対する者も、運輸族の加藤六月、田村元などがいて少数派ではなかったが、同年11月27日に発足した中曽根内閣は、行政改革を掲げて積極的に分割民営化を進めていくことになる。11月30日、国鉄再建監理委員会の設置を決め、1983年5月13日、国鉄再建監理委員会設置法が参議院で成立し、6月10日、正式に発足した（亀井正夫委員長）。国鉄内部では、松田昌士、葛西敬之、井手正敬らが分割民営化を推進し、松田らは「国鉄改革三人組」と称された。一方、分割民営化に反対する守旧派の国鉄経営陣などは「国体護持派」と呼ばれた。
しかし、首相の中曽根康弘はなおも慎重であった。実質的に自民党のキングメーカーになっていた田中角栄は、民営化は容認したが、分割には反対していたからである。国鉄経営陣や国労は、田中を頼り、非分割民営化を落としどころにしようとした。1985年（昭和60年）1月10日、国鉄が国鉄再建監理委員会に提出した「経営改革のための基本方策」はそうした内容だった。しかし、内容は事前に分割民営化派に漏れており、メディアからは厳しい批判を受けた。経営側は秋山光文資材局長に命じて、非分割民営化を主張する極秘資料を作らせ、国会議員やメディアなどに配布した。また、「改革派」の井手を1984年9月21日に東京西鉄道管理局に、松田を1985年3月15日に北海道に左遷し、分割民営化派を抑え込もうとした。
2月6日、中曽根首相は塚本三郎（民社党）の質問に対し、国鉄案を「親方日の丸」と答弁し、「けじめをつけなければならない」と処分を匂わせた。田中角栄の権力は、竹下登の造反で動揺しており（創政会）、自身が2月27日に脳梗塞に倒れたことも、分割民営化論を勢いづかせた。1985年12月に発足した第2次中曽根改造内閣では、分割民営化推進派で前記の自民党国鉄再建小委員会会長だった三塚博を運輸大臣として入閣させている（1986年の衆参同日選挙に伴い退任）。1986年5月27日、国鉄の太田知行常務理事は、朝日新聞記者に「オフレコ」だとして、「国鉄改革三人組」や亀井正夫を非難し、非分割民営化の根回しはしてあると述べた。この発言は葛西に漏れ、さらに屋山太郎を通じて中曽根に通報された。中曽根はこれを見て、仁杉巌総裁以下、分割民営化に反対する国鉄首脳陣8人の更迭を言い渡した。6月21日、表向きは自発的に仁杉らを辞職させ、後任の国鉄総裁に杉浦喬也を据えた。「国鉄改革三人組」など左遷された者は本社に呼び戻され、国鉄経営陣は分割民営化推進派が勝利を収めた。
それまでに累積した債務に掛かる利子がさらに雪玉式に債務を増やしていく悪循環に陥ってしまったことから、1982年8月2日、運輸省の1983年度概算要求の中で、債務補填の見返りとして職員の新規採用停止などが確認された。なお、1985年（昭和60年）のみ「民営化後の幹部候補生」として大卒者のみ採用が行われた。翌年は再び大卒を含め採用中止した。
巨額の累積債務を、民営化して経営改善したJR各社の負担や国鉄資産の売却、これに日本国政府からの税金投入などで処理することは、国鉄分割民営化の大きな目的であった。ただし、中曽根はその後、国鉄分割民営化の真の目的は、労働組合の解体（に加えて日本社会党をはじめとする左派勢力の弱体化）にあったと述べている。
当時、国鉄の累積債務は37兆円にまで達していた。なお、この数値は意図的な虚報であるという主張も分割民営化に反対した労働組合側からなされているが、利払いだけでも年1兆円を超えるなど、実際にはバブル景気で急激に土地価格が上昇した時期に、保有資産を売却しても到底債務を解消できる額ではなかった。

### 地域密着経営による鉄道の再生
国鉄の輸送シェアは1960年には約50%を占めていたが、長年に渡り全国で画一的な輸送による地域ニーズとのミスマッチや技術革新の遅れ、さらに相次ぐ値上げや道路網整備による自家用車の普及、航空・高速バスの発達などにより、1985年には約23%と半分以下にまで低下した。

### 余剰人員整理
国策で戦争引揚者を大量に雇用した結果、高い人件費率が問題になり、国鉄再建監理委員会は、新会社は18万3千人体制にしなければならないとした。1986年4月時点で、国鉄職員は約27万7千人であり、9万4千人が「余剰人員」と見込まれた。
このうち、約7万人が希望退職に応じた。希望退職者には、公務員や特殊法人、民間企業、他鉄道会社などへの再就職が斡旋され再就職した。その結果、民営化時には約20万人が採用された。新会社を不採用となり、国鉄清算事業団に送られたのは7千人あまりであった。不採用となったのは、余剰が深刻な北海道・九州で地元採用を要求した者（地元採用要求や、白紙回答が国労の方針でもあった）、国鉄経営陣によって「昭和五十八年度から六十一年度までの間に停職処分二回以上、または停職六ヶ月以上の処分を一回でも受けた者、それ以外に採用基準に適合しないという理由がある者」とされた者などであった。
公務員のキャリアに相当する幹部採用者は約1600人いたが、JR各社に引き継がれたのは約1100人であった。

### 国労の解体
「国鉄改革三人組」が実権を握った国鉄は、各労組に労働協約である｢雇用安定協約｣を締結するために「労使共同宣言｣を提案した。
1986年1月13日、杉浦総裁室に各労組の代表が呼ばれ、国労、全動労は拒否し、動労、鉄労、全施労は同意した。国鉄側は「労使共同宣言」拒否を理由に国労、全動労との雇用安定協約の破棄を通告し、失効した。
当時の国労は、1985年4月1日時点で、187,592人の組合員を抱える日本最大の労働組合であり、野党の日本社会党（現社会民主党）の主要な支持母体である総評の中心的な存在でもあった。その一方、中核派や革マル派などの過激派セクトが組織に入り込み、一部セクトは公然と社会主義革命を主張していた。しかも国労は彼らを自力で排除できなかった。
さらに、雇用安定協約を破棄した国労は雇用不安から組合員の脱退が相次いだ。1986年4月13日、「真国鉄労働組合」（古川哲郎委員長）が分裂し、動労、鉄労の協力の下、結成大会を開いた（真国労は革マル派系組合員だったとされる）。
国鉄はさらに「第二次労使共同宣言」を持ちかけた。従来の宣言に加えて、民営化後も「健全な経営が定着するまで」の争議の自粛、労組側が経営側を相手取った訴訟を取り下げる代わりに、経営側は国労、動労を相手取ったスト権スト損害賠償請求の取り下げを提案した。総評は第二次労使共同宣言受諾に従う方針を出したが、国労の反主流派は激しく反発した。10月10日、国労は修善寺で開いた臨時大会で、労使共同宣言に従う「緊急対処方針」案を賛成101、反対183、保留14で否決した。山崎俊一委員長は辞任し、反主流派は六本木敏を委員長に選出した。そして、山崎ら従来の主流派は国労から脱退した。分割民営化時には、国労組合員は6万2000人にまで減っていた。
国鉄とJRは別会社とし、JRに国鉄職員の採用義務はないとされた。法律上、旧国鉄と新会社は無関係であり、旧国鉄を退社して新会社に応募した者とされた。
地元以外のJR採用や政府機関、特殊法人、民間企業への採用を拒否し、国鉄清算事業団に行った約7000人のうち、国労組合員は70.8%だった。残りは全動労、動労千葉の組合員だった。清算事業団は1998年に解散したが、本州JR採用や公務員、民間企業、他鉄道会社への就職を拒否し続けた1,047人が残った。その多くは国労組合員であった。国労、全動労、動労千葉は中央労働委員会に救済申立を行い、救済命令が認められると、JR各社はこれを不服として中央労働委員会に異議申立をした。中労委も、全てでは無いが救済命令を出したので、JR各社は「国鉄とJRは無関係」として中労委を訴え、最高裁でJR側の勝訴が確定した。しかし、旧国鉄の法的責任については訴訟が続き、2010年（平成22年）、民主党の鳩山由紀夫内閣のもと、和解金として一世帯あたり2200万円支払うことで一応の決着が図られた。なお、国労執行部は政治決着後、訴訟に加わった組合員を追放してしまった。
分割・民営化反対論者からは「国家的不当労働行為」と批判する者もいた。また国労・全国鉄動力車労働組合・国鉄千葉動力車労働組合所属組合員などによると、当時の国鉄職員局次長（葛西敬之）は国労など分割・民営化反対労組解体が不当労働行為に該当することを認識しつつ、法の抜け穴を利用して「うまくやる」といったと主張している。しかし、葛西はこの発言を否定しており、のちの不当労働行為の有無を争った裁判でも、事実かどうか裁判所の判断は分かれている。
国労は、サービス低下を理由に国民に分割・民営化反対を主張した。マル生運動の失敗以降、組合員の遅刻や無断欠勤は常態化し、年次有給休暇は取り放題。鉄道営業法第22条や国鉄の服務規定に定められた制帽や制服を着用せず、管理職も注意できず下位職代務で穴埋めをするという職場環境が出来上がっていた。政府側は、ヤミ専従やヤミ手当、ヤミ超勤手当、ヤミ休暇、カラ残業、カラ出張、ブラ勤（怠惰）、酒気帯び勤務の常態化、服装規定違反などに代表される「民間企業ではあり得ない怠惰な労働環境や職員厚遇の維持である」と訴え、マスメディアは、相次いで国労批判のキャンペーンを張った。
1970年代に国労や動労が中心となって起こした、いわゆる遵法闘争は、国鉄のサービスの低下に繋がり、国民の怒りを買い、上尾事件や首都圏国電暴動などが起こるという事態まで起きており、職務怠慢といえる事故も多発した。それらによって利用者の信頼を失った状況のなかで、国鉄運賃・料金の度重なる値上げが行われたこともあって旅客や貨物の他交通機関への逸走をも招いた。また国労は、動労と内々に交わしたスト戦術の放棄すら、労働大会で決められないなど、組織内の路線対立が顕著で、意思統一が困難な状態に陥っていた。これらの結果として、国労の主張に対して利用者・一般国民からの賛同は、全く得られなかった。挙句の果てには、1982年3月15日、寝台特急「紀伊」下り列車が名古屋駅構内で連結作業中に機関車が客車に衝突する列車衝突事故（寝台特急「紀伊」機関車衝突事故）が発生。この事故の原因が機関士の飲酒運転だったことで、社会の国鉄批判は最高潮に達した。国鉄は職員局と国労の癒着が原因と断じ、本社職員局の幹部を更迭。全国4,439ヶ所の職場の点検を実施した。結果、ヤミ休暇1,252件をはじめ、ヤミ手当708件、マル日（ヤミ休暇のうち不当な年休）付与1,308件、ヤミ専従241件、勤務中の組合活動1,293件、勤務中の入浴1,677件、組合スローガンなどが書かれたリボンやワッペンの無断着用2,163件、下位職代務1,992件という大規模な「悪慣行」が判明し、国鉄は強硬な改善策を余儀なくされた。
一方、“国労排除・解体の為の分割民営化”という名目に対して、本来こちらこそが先に上げた“巨額債務の解消の為の分割民営化”に対する正当化の為の口実にされたとする見方もある。

## 分割方法
全国一元の組織の国鉄を地域ごとに分割することは、1つの会社の経営規模を小さくして地域密着を図るためであった。
分割に際して考慮された事項は以下の通りである。
- 1つの大都市において異なる会社へ直通する列車をできるだけ作らない。
- 特急列車のように都市間輸送を行う列車をできるだけ同一会社に含むようにする。
- 1つの路線をできるだけ1社で管轄する。
- 3社以上の会社を経由する列車をなるべく少なくする。
- 通過列車・通過旅客数のできるだけ少ない場所を境界点とする。

一方、考慮しないとされたことは以下の通りである。
- 上下分離方式を採る[注釈 6]
- 既存の鉄道管理局の境界で分割する。
- 新幹線を別会社にする。
- 都市交通のみを別会社にする。

様々な分割地点を案として出しながら、分割される会社の経営規模や要員数などを算出して検討が行われた。特に複雑に線路が絡み合い運行系統が設定されている本州については、2分割、3分割、4分割、5分割など分割する数についても検討され、それぞれにさらに分割点を様々に変えた検討がなされた。分割数を増やすと境界が増えて問題となることや、直通旅客数の多い東海道新幹線を途中で分断しづらいこと、鉄道工場や指令所を共用している東北新幹線と上越新幹線も分割しづらいことなどが勘案され、東京本社の本州東部（甲信越以東、在来線は静岡県も含む）と大阪本社の本州西部（静岡県を除く東海・北陸以西）に2分割とする案が決まったが、超ドル箱路線の東海道新幹線が本州西部会社帰属になると本州東部会社の収益が本州西部会社を下回ると判断されたため、最終的に本州西部会社と予定されていた地域のうち東海道新幹線を含む東海地方及び、本州東部会社に予定されていた地域のうち山梨県・長野県のそれぞれ南部地域と静岡県の大半の地域を名古屋本社の別会社とする案が実施されることになった。
さらに、異なる会社へ直通する列車の乗務員の交代、車両の保守管理の担当、車両使用料の精算、運賃の計算と精算、担当する車両基地の割り振り、設備の分割と使用経費の分担など様々な問題に対して、新たなルールの制定が必要となった。
会社間の実際の分割場所は、境界駅の場内信号機外方（駅から見て外側）となった。1つの駅の設備についてはすべて1つの会社で担当するという考え方としたためである。東海道本線来宮駅についても丹那トンネルの中にある東海道本線上りの場内信号機が境界であり、その内方（東京方）がJR東日本、外方がJR東海となるが、トンネル構造物は分割できないため、トンネル全体をJR東海が管理している。なお、東海道本線米原駅は下り場内信号機をJR東海とJR西日本の境界とすると複雑になりすぎることから、東京方下り第一閉塞信号機が境界である。また、亀山駅については、JR東海の管轄駅であるが、駅構内西側にある亀山機関区はJR西日本の路線となる関西本線亀山駅以西を担当していたため、JR西日本に帰属することになった。これは、廃止予定であった後身の伊勢運転区が、この地域におけるJR東海の車両基地を維持するために一転して存続となるという副次的な効果をもたらした。

## 経過
左翼陣営が結束して反対。1985年（昭和60年）11月29日には中核派が国電同時多発ゲリラ事件を起こして首都圏と京阪神の国電を1日麻痺状態に置いたが、中曽根内閣の決意は変わらなかったばかりか、逆に国民世論は国鉄の分割・民営化を強く支持する結果となった（分割民営化そのものには反対だった日本共産党などもこのようなテロまがいによる運行妨害は批判した）。公明党・民社党は自民党案に賛成し、社会党は分割に反対（民営化は容認）、日本共産党は分割・民営化そのものに反対した。1986年7月6日に実施された第38回衆議院議員総選挙で、国鉄などの三公社五現業の民営化を公約に掲げた自由民主党が圧勝し、日本社会党をはじめとする野党が惨敗したことで、分割民営化が事実上決まった。
労働組合では、元から労使協調路線であった鉄労が早々に民営化を容認したが、それ以外の組合では意見が割れる事になる。動労は当初は民営化に反対していたが、スト権スト以降の国労との亀裂や、衆参同日選挙で分割民営化が事実上決まったことから松崎明委員長の「協力して組合員の雇用を守る」という方針の下で、民営化賛成に転じることになる。その中で国労は民営化賛成派と反対派が対立し、意見が一致しなかった。
国労は1986年10月9日に臨時大会を開き、五十嵐中央執行委員率いる非主流派（旧社会党系左派）と、徳沢中央執行委員率いる反主流派（共産党系）が足並みを揃え、激論の末採決に持ち込まれ、投票の結果は分割・民営化反対が大多数を占めた。結果として山崎俊一委員長は退陣に追い込まれ、後任として盛岡地方本部から六本木敏が選出された（修善寺大会）。山崎率いる主流派である分割・民営化容認派（右派）は国労を脱退し、やがて鉄産総連を結成した。この修善寺大会をきっかけに国労は内部崩壊を起こし、力を大きく失った。鉄産総連結成は、JRに採用されるための次善の策として、社会党側の働きかけもあったとされる。一方で、全面対決一本槍の六本木体制や国鉄の労使関係に失望し、職場単位で脱退が相次ぎ、国労からは分割民営化までの間に国鉄そのものを退職した人を含めて20万人以上の組合員が脱退、合理化により職員（社員）の総数も大幅に減少しているものの少数組合に転落した。
上記の通り、分割民営化議論に先立って1980年に成立した国鉄再建法に基づき、当時すでに輸送密度の低い不採算路線の廃止が進められていた。1981年より、3次にわたって廃止対象となる特定地方交通線の選定が進められ、最終的に83線が選定された。沿線住民などの反対があったが、1983年の白糠線を皮切りに、45路線が廃止（バス転換）、36路線が第三セクター化、2路線が私鉄に譲渡され鉄道として存続した。この措置は分割民営化が正式に決定されても継続され、民営化後の1990年、宮津線の第三セクター・北近畿タンゴ鉄道への転換、鍛冶屋線、大社線の廃止を最後に、各路線の処遇は決着した。かつての「赤字83線」廃止に比べると、かなり順調に廃止が進んだと言える。この路線の整理は分割民営化とは無関係に始まったものであったが、民営化会社がこれらの不採算路線をほとんど引き継がずに発足する結果をもたらした。しかし、当時からほとんどの優等列車が経由していた伊勢線（現伊勢鉄道）が第三セクターへ転換されたりした一方、これらよりも利用率が低いにも関わらず、独立した路線名を持っていない他の線区の支線であったがために廃止を免れる区間があったりと、廃止路線の選定については当時から「実態に一致しない」との声もあった。
1986年（昭和61年）11月には、分割民営化を前提とした1986年11月1日国鉄ダイヤ改正が行われ、更に同月には国鉄改革関連8法（日本国有鉄道改革法、旅客鉄道株式会社及び日本貨物鉄道株式会社に関する法律、新幹線鉄道保有機構法、日本国有鉄道清算事業団法、日本国有鉄道退職希望職員及び日本国有鉄道清算事業団職員の再就職の促進に関する特別措置法、鉄道事業法、日本国有鉄道改革法等施行法、地方税法及び国有資産等所在市町村交付金及び納付金に関する法律の一部を改正する法律）が成立し、法的に分割民営化する準備が整った。
このほかに、上記した赤字路線の廃止などで余剰職員を多く抱え、なおかつ地域経済の衰退で雇用の機会に乏しい北海道・九州では職員配置の適正化を目的に、余剰職員を本州三大都市圏の電車区、駅、工場などに異動させる広域異動（後に東北・中国・四国も対象）が1986年（昭和61年）5月 - 12月に行われ、さらに新会社発足前後には本州3社による広域採用が行われた。特に北海道の場合は、家族を含めて6000人以上が鉄道従業員としての雇用を維持していくために異動した。また、多数の余剰人員が当時人手不足が深刻化していた私鉄、民営バス、民間企業などに受け入れられている。他にも実家に戻り家業を継ぐという選択をしたり、国家資格などを取得して専門的な職に就いたり、国鉄職員時代に培った知識や技能などを生かして独立開業する者もいた。

## 民営化後

### 運行の現代化
民営化が事実上決まった後に実施された1986年11月1日ダイヤ改正以降、各地域の特性に合わせたダイヤの設定や新型車両の投入が行われた。そのほか、関西圏の幹線などに代表される縦割り的なダイヤ設定の解消が図られたことにより、ニーズに合った列車設定がなされるようになった。旧式車両や自動列車停止装置(ATS)の更新も行われた。
当時、国鉄の輸送機関別のシェアは凋落の一途をたどり、鉄道は「斜陽産業」とも言われた。だが、民営化以降は減少が止まり、微増に転じたことから「鉄道の復権」とも言われるようになった。また、増発や新駅の設置、駅舎改良も積極的に実施されたことにより混雑は大幅に緩和された。また、折からのバブル景気の追い風もあって利用者は本州3社は約20%増となり、国鉄時代は減少が続いていた3島でも九州約10%増、四国約20%増、北海道約25%増（1987年 - 1995年比）と大幅に増加した。また、都市近郊区間を中心に複線化や電化が行われている。
国鉄時代より、「私鉄王国」として知られた関西で並行する大手私鉄との激しい競争に晒されていた京阪神地区のJR西日本は、アーバンネットワークの拡充によって私鉄を凌駕するまでになった。一方、信楽高原鐵道列車衝突事故やJR福知山線脱線事故・日勤教育問題などが発生し、市場原理を優先するあまり安全性を軽視したことが遠因ではないかとの指摘がある。ただし国鉄時代でも事故は多発していたこと、統計によれば民営化後に鉄道事故は減少していること、JRグループよりも私鉄各社の方が事故が少ないことなどから、民営化とは関係ないという反論もある。
JR東日本東北地区では「都会型」などの謳い文句でオールロングシートのJR東日本701系電車をデビューさせ、さらに編成数を削減したため波紋が広がった。そのため、仙台都市圏以外の東北地方ではマイカーや高速バスへの逸走が進むことになった。

### 運賃体系の分離
国鉄時代は、それまで運賃値上げが抑制されていたこともあり、1976年10月に約50%もの運賃値上げを実施し、1978年以降、1983年を除き、1986年までほぼ毎年運賃値上げを繰り返した。しかし、民営化以降は本州会社は基本制度としての運賃値上げを行っていない（消費税導入時の1989年4月、1997年4月と2014年4月と2019年10月の消費税率改定時に、運賃に消費税分の金額上乗せを実施）。一方、経営環境が厳しい三島会社は1996年の運賃値上げ、及び本州会社とまたがって乗車した場合の加算運賃追加が実施され、2019年10月にJR北海道の消費税増税分を上回る運賃値上げを、さらに2023年5月にJR四国が運賃値上げを行い、これ以降運賃体系は三島会社と本州会社間をまたがって乗車した場合を除き全国一律ではなくなった。

### 寝台列車の衰退
分割民営化によって縮小・廃止が懸念されていた複数の会社に跨るブルートレイン等の長距離列車は分割民営化時点では多くが残り、更に1988年の青函トンネル・瀬戸大橋開業で多くの会社跨りの長距離列車が登場したが、1990年代にはいると景気低迷や競合交通機関発達や海外旅行大衆化による利用客減少、更に分割民営化によってJR各社の思惑の違いといった弊害が生じ、新車投入等の長距離列車の改善が進まずに高速バスなどの他交通機関に対する競争力を失って廃止が進み、2024年現在で残る長距離寝台列車は「サンライズ出雲・瀬戸」のみとなっている。

### 空白の世代
国鉄末期、自立再建が不可能なことが明らかになったことで新職員の採用はできなくなり、JR発足当時も再生できるか不明で、新入社員の採用どころではなかった。大学卒業者（幹部候補生）の採用はJR化翌年以降再開されたが、現場において中核人材となる高校卒業者の採用再開は遅々として進まなかった。採用再開後のJR各社は、社員の年齢構成で1976年生まれより前ぐらいの中堅社員が極端に少ないという現象を生んだ。そのため、例えば運用指令にそれより若い若手の現場採用の社員が配置されるといったことが起きたという点が指摘されている。

### 労組再編
労使関係では、分割民営化に協力した全日本鉄道労働組合総連合会（JR総連）が現場の主導権を握った。後に方針の対立から、鉄労系中心の日本鉄道労働組合連合会（JR連合）が分裂発足する。どちらも連合に加盟している。なお、国労は全労協に加盟している。
加えて東西冷戦終結やバブル崩壊、労使協調路線が普及した事により、JRも含めた公共交通での先鋭的な労働争議は困難となった。結果として、政府や国鉄当局が意図したストライキや順法闘争の影響力をほぼ皆無にすることには成功した（ただし、国鉄時代は違法であったストライキは民営化によって合法的なものになっているため、ストライキ後に経営側が出す「おわび」からも、国鉄時代にあった「違法なストライキ」という言葉が消えた）。唯一の例外は動労千葉の組合員が運転士の多数を組織している、千葉県の房総半島地域である。ただし、房総半島地域においても2011年以降、ストライキによるダイヤの乱れや運休は発生しておらず、以前に比べて労組の影響力は低下したといえる。
JR総連が多数派の会社では、他労組へ移籍した者に対し戻るよう執拗に詰め寄ったり、他労組の者と交流をした組合員を非難し、退職させた事例もあった。
一方、JR連合が多数派の会社においては、他労組に所属する者に対して昇進差別や日勤教育で、恫喝や罵声を浴びせて自殺に追い込ませる事例が報告されている。
2002年5月27日、国労組合員である中核派幹部や活動家が、同じ国労組合員に殴る、蹴る、首を絞めるなどの暴行をしたとして、10月7日、警視庁公安部は国労組合員8人を逮捕した。東京地方検察庁は勾留満期の10月28日に6人を起訴、さらにその翌日の29日、警視庁公安部は、中核派幹部である国労組合員2人を逮捕した。11月18日、2人とも起訴された。
国労はJR各社にて少数派に転落した。分割民営化に反対したため、採用されなかった国労などの組合員のうち、解雇時まで清算事業団に残った1,047名が「国労闘争団」を組織。不当労働行為であるとして、地方労働委員会に裁定を申立てた。地労委はJRに救済命令を出したが、JR各社は拒否して再審査を申立てた。中央労働委員会でも闘争団側の主張は大部分認められたが、JRは逆に労働委員会を東京地方裁判所に訴えた。民営化に賛同したJR総連やJR連合も、その経緯から会社側に対し、裁定を受け入れないよう迫った。国労・動労の過去の「悪行」（遵法闘争や上尾事件・首都圏国電暴動、スト権スト、ヤミ休暇、ヤミ超勤、酒気帯び勤務など）に対する利用者からの反発や労働運動において労使協調路線が広まった事、日本最大のナショナルセンターである連合に加盟しなかったために他の労働組合の支援があまり得られなかった事、分割民営化に反対しながら民営化したJRに採用させろという要求に理解が得られにくかった事などを背景にこれらの運動に対する世論の広範囲な支持は無かった。2004年、最高裁判所はJRの主張を認め、JRに責任は無い判決が確定した。先鋭化した闘争団と、国労本体との対立も深刻化した。
少数派に転落した国労は、「国鉄」がなくなった現在でも「国鉄労働組合」を名乗っている。ただし、JRが国労を相手に提訴していた損害賠償を取り下げる条件のため、国鉄の分割民営化を1995年になって認めた。分割民営化に反対した組合の労働者の排除が認められたことで、累積債務は37兆円以上に達していたが偽装倒産による解雇を可能にする前例を作ったと主張するジャーナリストもいる。

### 巨額債務のその後
国鉄分割民営化の時点で、累積赤字は37兆1,000億円に達していた。このうち、25兆5,000億円を日本国有鉄道清算事業団が返済し、残る11兆6,000億円を、JR東日本・JR東海・JR西日本・JR貨物・新幹線鉄道保有機構（1991年解散）が返済することになった。経営難の予想された、JR北海道・JR四国・JR九州は、返済を免除された。
国鉄改革最大の目的といわれた巨額債務の解消であるが、結果は失敗ともいえる。一つには、国鉄時代からの累積赤字は利子が複利を生み、雪だるま式に膨れあがって行き、利払いだけで年1兆円を超えるなど、手の施しようがない巨額に達していたという事情がある。これについては、赤字額が小さいうちに、日本国政府が介入をしていれば防げた事態である。しかし前述の通り、政府は独立採算の建前から、補助金の交付は最小限にして、国鉄自身に借金させる仕組みを続けさせていた。単年度に限って言えば、国鉄末期の1984年度に旅客部門は黒字に転換したが、累積赤字を返済するには焼け石に水どころか、利子の返済すら全く足りなくなっていた。
民営化により市場原理を活用したことにより、本業である鉄道での収益は好転した。また、JRにとっては返済可能な程度に負担額が抑えられたこともあって、有利子負債の返済は順調に進んだ。
国土交通省は広報文書の中で、「国鉄末期には、国が多額の補助金（1985年で6000億円）を投入しても、なお1兆円を超える赤字を計上していたが、JR7社で2005年度には約5000億円の経常黒字となり、国及び地方自治体に対し、法人税等として約2400億円（2005年度）を納めるまでになった」と評価している。
一方で、国鉄清算事業団による返済は進まなかった。清算事業団による土地売却は、資産価値は14兆7,300億円といわれていたが、ほぼ半額の7兆7,000億円で売る見積もりを立てているなど、その計画は非常に不自然であった（詳細は日本国有鉄道清算事業団の項目を参照）。実際には、その後のバブル景気による地価高騰により、さらに資産価値は上がっており、1988年3月時点で実勢価格は、一時期30兆円を下らないと主張する評論家もいた。
しかし、土地売却による都市再開発が、さらに地価高騰を悪化させるとする主張がなされた結果「その地域の地価の異常な高騰が沈静化するまでこれを見合わせる」とする中曾根内閣の閣議決定など政治介入があり
、資産売却は予定通り進まなかった。
その後のバブル崩壊によって、土地の時価総額が急減し、土地が塩漬けにされている期間に有利子負債が嵩み、かえって債務総額は増えた。1998年（平成10年）10月22日の清算事業団解散時には、国鉄から引き継いだ時に比べて、2兆8,000億円増の28兆3,000億円に達していた。結局、借金返済は独立行政法人・鉄道建設・運輸施設整備支援機構の「国鉄清算事業本部」が清算事業団を承継して行っている。
清算事業団解散時にあった28兆3,000億円の借金のうち、16兆1,000億円の有利子債務は、国の一般会計（たばこ特別税）に承継、つまり日本国政府の借金となった。残る債務のうち、年金等将来費用3兆4,000億円と厚生年金移換金約5,900億円を国鉄清算事業本部が、厚生年金移換金約1,800億円をJRが、これまでの負担分とは別に返済することになり、その残りは債務免除となった。

#### 赤字ローカル線削減
既述のように、分割民営化以前に決定された特定地方交通線の整理は民営化から3年以内に完了したが、その後地方ではそれ以外の赤字ローカル線についても過疎化や少子高齢化、道路網整備によるモータリゼーション化の進展による利用者の減少により一部で廃止された。一方、国鉄再建法により既存の民間運輸事業者に譲渡された2路線（下北交通大畑線、弘南鉄道黒石線）はその後赤字の増加などで廃止された。第三セクター化路線も2006年4月全廃の北海道ちほく高原鉄道を皮切りに神岡鉄道・三木鉄道・高千穂鉄道が利用者の減少に伴う赤字の増大や自然災害による被災などを理由に全線廃止、のと鉄道は路線の大半を廃止している。黒字を計上しているのは大都市圏に近く条件に恵まれた愛知環状鉄道（同社であっても、愛知県からの補助金を差し引くと黒字計上できた期はほとんどない）などごく一部に限られており、各社に給付された転換交付金も金利低下による運用益の減少などで大きく目減りしている。2000年代以降にはいわゆる「上下分離」方式により、線路の所有と運営企業を分離した路線（若桜鉄道若桜線・信楽高原鐵道信楽線）や、従来の事業者が線路の所有のみとなり運営企業を変更した路線（北近畿タンゴ鉄道宮津線）も出現している。またJR西日本はローカル線で日中に保線を行う際に列車を運休していたが、対象となる時間帯は閑散時間帯とされる平日日中で、あらかじめ告知された月1回のみの実施である。
1999年に鉄道事業法が改正され2000年3月から施行されたことにより、赤字路線の廃止手続きが、これまでは国の許可が必要であったものが、届出で可能に改正され簡略化された。法改正以降は、JR地方交通線のうち、可部線の末端部が2003年に廃止され、2010年の災害から運休となっていた岩泉線が2014年3月限りで廃止、2014年5月12日に江差線の木古内駅 - 江差駅間も廃止された。江差線と岩泉線は沿線地元自治体の同意を得て廃止届が出されている。
このほか、2009年に災害で運休となった名松線の末端区間について、JR東海が廃止を地元に打診（その後自治体の協力を条件に存続）したり、2010年4月にJR西日本社長が定例会見で一部のローカル線のバス転換について関係自治体に打診済と述べるなど、一部に廃止を検討する動きが2010年代より出始めた。JR北海道は、江差線に続いて留萌本線の末端部に当たる留萌駅 - 増毛駅間を廃止する意向を2015年8月に表明し、2016年6月29日に提出した廃止届により、同区間は2016年12月5日付で廃止となった。
JR西日本は三江線について、2016年9月30日に廃止届を提出し、2018年4月1日付で廃止した。JR北海道は経営難から、乗客の少ない13の路線・区間を「維持困難路線」として2016年11月に発表して路線の所在する自治体と協議に入り、そのうち石勝線夕張支線（新夕張駅 - 夕張駅）は2019年3月限りで廃止となった。
東日本大震災で被災した路線のうち、気仙沼線と大船渡線は一部の路盤を専用道路に転用の上、バス・ラピッド・トランジット(BRT)で暫定復旧された。この2路線について、JR東日本は2015年7月にBRTでの運行を継続し、鉄道としての復旧をおこなわない意向を表明し、2020年4月1日付で鉄道（代行バス）としての事業を廃止した。同じく運休中であった山田線（宮古駅 - 釜石駅間）については、2014年12月に地元がJR側の示した三陸鉄道への運行移管案の受け入れを表明し、JRからは分離されることになった（2019年3月23日より、三陸鉄道リアス線として復旧）。
また、幹線であっても、整備新幹線の事業スキームにより（第二の国鉄を造らないため）赤字になる幹線をJRから経営分離する路線も出てきた。新幹線開業により観光客やビジネス客が大幅に増加し地元経済の発展に大きく寄与したが、在来線を利用していた地域住民にとっては新幹線が開業しても手放しでは喜べないという事態も生じた（小諸駅や阿久根駅、西九州新幹線の項目も参照）。

### JR各社間に生じた経営格差
前述の通り黒字が予想されていたJR本州3社は国鉄の債務の一部を返還することになったのに対し、経営難の予想されたJR三島会社返済を免除され、さらに経営安定基金を設けてその運用益で赤字を補填することにより、JR全社黒字になるような政策がとられた。ところがバブル崩壊で日本は超低金利時代に入ったため、本州3社は債務返済にその恩恵を受けたのに対して、経営安定基金の金利が大幅に目減りした三島会社は経営難に陥った。本州3社は順調な経営状態を背景に1997年までに株式上場を果たしたが、三島会社はJR九州が2016年に株式上場を果たしたものの、JR北海道、JR四国またJR貨物の株式上場は目途が立っていない。
経営状況の格差は各社の鉄道投資に現れており、JR東日本が上野東京ラインを開業させたり、新型車両を大量導入するなど混雑緩和を図ったり、JR東海はリニア中央新幹線を自前で建設するなど積極的に投資しているのに対して、JR北海道は赤字ローカル線を次々に廃止したり、JR四国も高速道路整備の影響（分割民営化直後に政府は高速道路建設促進を柱とする四全総を制定した）で乗客減になったことから、一部の路線を減便するなどの合理化策が目立っている。その中で三島会社の1つであるJR九州はエリア内に政令市・中核市を広く有し、また不動産など非運輸部門に力を入れたことが功を奏し、2016年に株式上場を果たした。

### その他
国鉄の分割民営化は、その後の日本道路公団や郵政民営化の手本となった。実際にJR東日本の松田昌士会長が、国鉄分割民営化の成功者としての実績が認められ、道路公団民営化推進委員に選ばれている。

## 日本国外の鉄道民営化

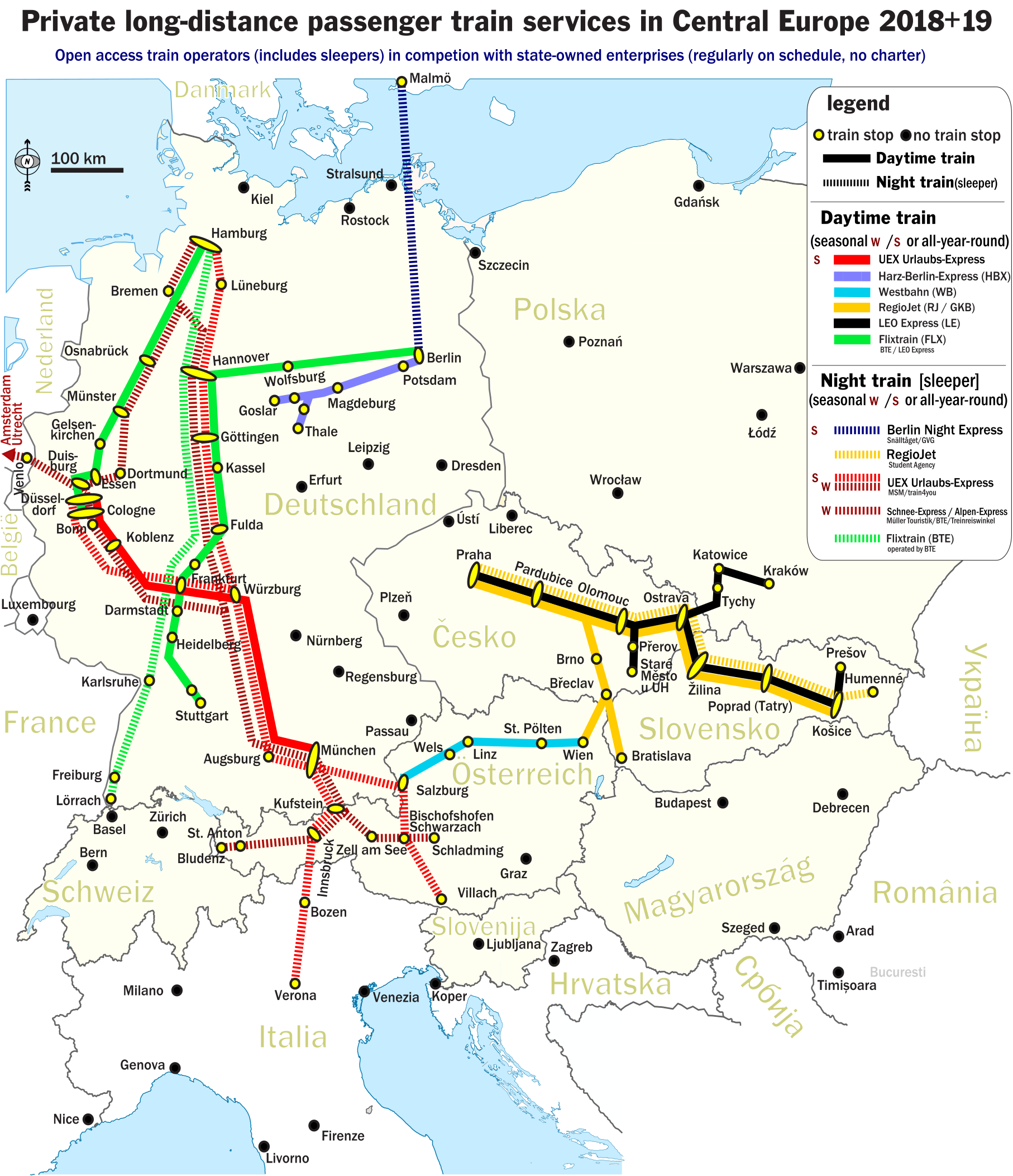
中央ヨーロッパの民間長距離旅客鉄道サービスの地図。オープン・アクセス・オペレーターが国有鉄道と競争している。

ヨーロッパ諸国では、日本の教訓に学び、日本とは異なった形で民営化がなされている。イギリスのように分割民営化を行った国もあるが、ドイツのように1社による民営化を行った国がほとんどである。日本の手法と異なるのは、「上下分離方式」と「オープン・アクセス」を採用している点であり、欧州連合 (EU) の指令として実施されているものである。
上下分離方式では、鉄道事業の経営主体を鉄道施設（インフラストラクチャー）の保有・維持管理主体と列車の運行主体に分離する。国家機関または国家資本による事業体が、鉄道施設管理者（en:Railway infrastructure manager）となり、線路などの固定資産を国有財産（公共用財産）として保有し、維持管理する。列車の運行を引き受けた鉄道事業体（railway undertaking）は、鉄道施設管理者に線路使用料を支払い、列車の運行枠（en:train path）を買い取って運行する。
鉄道分野の「オープン・アクセス」とは、既存のネットワークを利用した鉄道事業への新規参入を自由化することであり、ネットワークを利用する権利を認め、国有鉄道などの既存事業者以外の第三者にも広く開放する競争政策（オープンネットワーク化）を指す。EUでは、オープンネットワーク政策によって、1990年代から鉄道、情報通信、電力・ガスなどのネットワーク型公益事業の市場を自由化し、競争を促進し、欧州単一市場の形成を図った。列車運行会社のうちフランチャイズ方式によらないものは、オープン・アクセス・オペレーターと呼ばれる。これは、経済学のコンテスタブル市場理論に基づき、インフラへの設備投資政府が受け持つことにより、運行事業者の参入・撤退を自由化し、市場への競争を促進する狙いで設計されている。
もともと、国際寝台車会社（ワゴン・リ社）やプルマン社、ミトローパ社のような、自前の寝台車や食堂車を持ち、列車運行を行う民間会社が存在した歴史もあって、この様な方式を取り入れやすい地盤があったのである。またこの手法により、鉄道経営を活性化する効果が見られた場合もあり、特に貨物輸送では、多くの事業者が新規参入するなど、その傾向が比較的強いとされている。
ただし、ローカル輸送などの不採算部門の切り捨ては深度化していることや、輸送密度の低い既存在来線の高速化の遅れ、組織の細分化による技術力の低下（このことが結果的に、鉄道車両工業の寡占化を進めたとされる）など、これら諸国も日本と同様の問題に直面している。
ヨーロッパ諸国のうち、イギリスの場合は、非常に複雑な民営化手法を取り入れたが、株主配当に余裕資金をすべて回して経営者が高額配当を受け取り設備投資を削減した結果（「レールトラック」の記事を参照）、後に事故が頻発するなど、設備の劣化が深刻な状態になり、その結果、最近では民営化政策を一部見直して、国家が介入し、政府がインフラ投資を行い上下分離・オープンアクセスとなった。